# Ө
Pour les articles homonymes, voir O barré.
La lettre Ө (en minuscule ө) est une lettre utilisée dans l'alphabet cyrillique. Elle sert en bachkir, en bouriate, en iakoute, en kalmouk, en kazakh, en kirghiz, en mongol, en nganassane, en tatar et en tatar de Sibérie. Il ne faut la confondre ni avec l'ancienne lettre cyrillique Ѳ, ni avec la lettre grecque θ, ni avec la lettre latine additionnelle Ɵ.
Elle représente la voyelle mi-ouverte antérieure arrondie /œ/. En kazakh, Ө exprime aussi le son /wʉ/.
Sa translittération selon la norme ISO 9 est ô. Elle est romanisée en Ö.
La lettre est issue de l'alphabet jaŋalif pour désigner la lettre arabe ﯘ.

## Représentations informatiques
Le O barré peut être représenté avec les caractères Unicode suivants :
| formes    | représentations | chaînes de caractères | points de code | descriptions                        |
| --------- | --------------- | --------------------- | -------------- | ----------------------------------- |
| capitale  | Ө               | Ө                     | U+04E8         | lettre majuscule cyrillique o barré |
| minuscule | ө               | ө                     | U+04E9         | lettre minuscule cyrillique o barré |